# Vier letzte Lieder

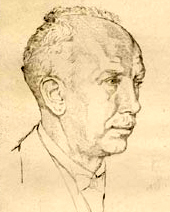
Richard Strauss, gravure de 1916

Quatre derniers lieder
Vier letzte Lieder (Quatre derniers Lieder), op. posth. (AV 150), est un cycle de lieder pour soprano et orchestre composés par Richard Strauss entre mai et septembre 1948, alors que le compositeur octogénaire s'était éloigné de l'Allemagne vaincue et détruite pour effectuer des séjours en Suisse. Le titre consacré Quatre derniers lieder a été donné au cycle par l'éditeur de Strauss. La création eut lieu au Royal Albert Hall de Londres le 22 mai 1950 par la soprano Kirsten Flagstad et l'orchestre Philharmonia dirigé par Wilhelm Furtwängler, huit mois après la disparition du compositeur.

## Analyse
Ce cycle compte parmi les partitions les plus célèbres de son auteur.
Il est constitué de :
- Frühling (« Printemps »), allegretto ;
- September (« Septembre »), andante ;
- Beim Schlafengehen (« L'heure du sommeil »)[1], andante ;
- Im Abendrot (« Au crépuscule »)[2], andante.

Cette œuvre représente en quelque sorte le testament musical du compositeur, décédé en 1949 à 85 ans, même s'il a composé en novembre 1948 un tout dernier lied, Malven (« Les Mauves »), de caractère plus léger. On peut considérer les Quatre derniers lieder comme le chant du cygne de la musique romantique, à une période où l'atonalité domine chez les compositeurs dont Arnold Schönberg. Ce sont en effet les derniers grands lieder orchestraux allemands d'une longue tradition musicale.
Les textes des trois premiers poèmes sont de Hermann Hesse, écrivain plus connu pour ses romans que pour sa poésie. Le dernier poème est de Joseph von Eichendorff. L'ensemble présente un raccourci saisissant sur le cycle de la vie, du « printemps » au « soleil couchant », dont le dernier vers est « Ist dies etwa der Tod ? » (« Serait-ce donc la mort ? »). Ces lieder proclament l'acceptation sereine de la mort, comme une mort en beauté. Un adieu poignant à la vie, tout de contentement et sensualité, que traduit une orchestration brillante et colorée, mais en même temps simple, par rapport à des œuvres antérieures, sans ornements pesants. Toutefois, Strauss ne pensait pas organiser ces quatre lieder en cycle, et leur ordre a été fixé de manière posthume ; il semble par ailleurs que le musicien avait décidé de mettre Frühling en avant-dernière position (comme lors de la création), afin de finir sur une vision plus optimiste.
Tombé sur un poème d'adieu de Joseph von Eichendorff, Strauss commença par écrire le quatrième lied du cycle, Im Abendrot, à partir de l'hiver 1946-1947, et l'acheva en 1948. La partition débute par une explosion de son absolument radieuse produite par un grand orchestre. La soprano chante alors le repos venant après une longue vie commune - la femme du compositeur, Pauline, était une soprano pour qui il avait écrit un grand nombre de ses premiers lieder. Puis, l'énergie semble s'épuiser petit à petit, et tandis que les cuivres graves entonnent le motif de la transfiguration du poème symphonique Mort et transfiguration, la chanteuse se demande s'il ne pourrait pas s'agir de la mort, alors que des flûtes, comme deux alouettes volant dans le ciel, suggèrent l'envol des âmes. C'est après avoir composé ce morceau que Strauss lut des poèmes d'Hermann Hesse, dont il en mit trois en musique au cours de l'été 1948. Le frémissement de Frühling suggère autant le printemps qu'un rêve de résurrection. Le second lied, September, plus sombre, évoque les couleurs de l'automne, tandis que Beim Schlafengehen, teinté d'un délicat érotisme, introduit un sublime solo de violon.
Si l'œuvre fut créée par une soprano dramatique à la voix imposante, Kirsten Flagstad, le cycle est le plus souvent chanté par des voix plus légères, auxquelles il convient le mieux, bien que d'autres éminentes chanteuses wagnériennes l'aient interprété.

## Discographie sélective

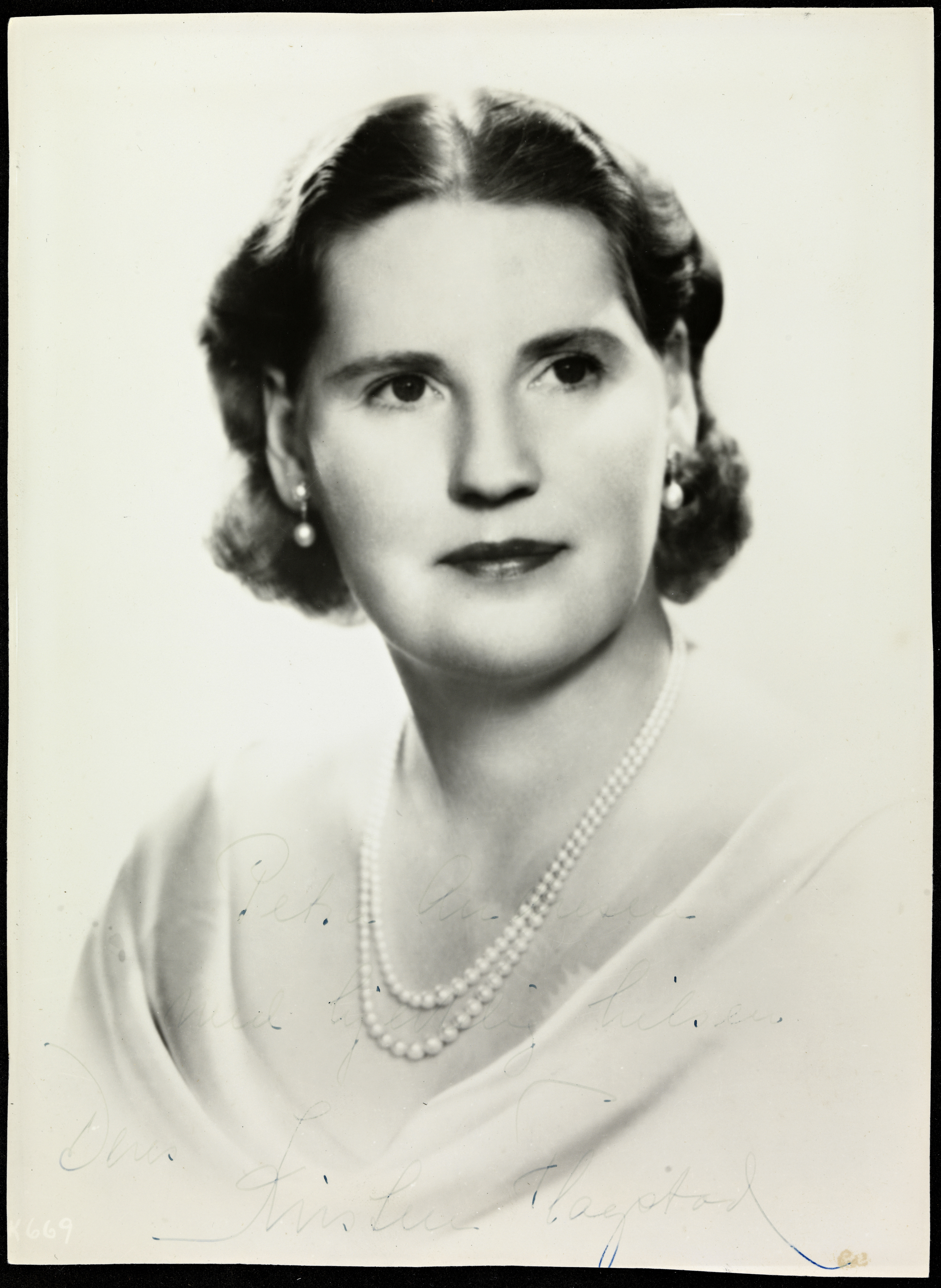
Kirsten Flagstad

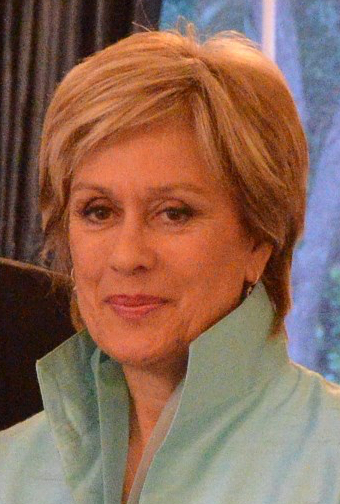
Kiri Te Kanawa

Ces enregistrements célèbres ont été distingués par la critique :
- Kirsten Flagstad, Orchestre Philharmonia sous la direction de Wilhelm Furtwängler (enregistrement de concert effectué lors de la création de l'œuvre, en 1950)
- Sena Jurinac, Orchestre philharmonique de Stockholm sous la direction de Fritz Busch (EMI, 1951)
- Lisa della Casa, Orchestre philharmonique de Vienne sous la direction de Karl Böhm (Decca, 1953)
- Elisabeth Schwarzkopf, Orchestre Philharmonia sous la direction d'Otto Ackermann (EMI, 1953)
- Elisabeth Schwarzkopf, Orchestre Philharmonia sous la direction d'Herbert von Karajan (EMI, 1956, enregistrement de concert)
- Elisabeth Schwarzkopf, Orchestre Radio-Symphonique de Berlin sous la direction de George Szell (EMI, 1966)
- Birgit Nilsson, Swedish Radio Symphony Orchestra, Leif Segerstam, 1970
- Elisabeth Grümmer, Berliner Sinfonie-Orchester sous la direction de Richard Kraus (Gala, 1970)
- Gundula Janowitz, Orchestre philharmonique de Berlin sous la direction d'Herbert von Karajan (DG, 1973)
- Jessye Norman, Orchestre du Gewandhaus de Leipzig sous la direction de Kurt Masur (Philips Classics, 1982)
- Lucia Popp, London Philharmonic Orchestra sous la direction de Klaus Tennstedt (EMI, 1982)
- Kiri Te Kanawa, Wiener Philharmoniker sous la direction de Georg Solti (Decca, 1991)
- Lucia Popp, London Symphony Orchestra sous la direction de Michael Tilson Thomas (Sony Classical, 1993)
- Renée Fleming, Orchestre symphonique de Houston sous la direction de Christoph Eschenbach (RCA, 1996)
- Angela Denoke, Philharmonisches Orchester der Stadt Ulm sous la direction James Allen Gähres (SCM, 1996, live)
- Karita Mattila, Orchestre philharmonique de Berlin sous la direction de Claudio Abbado (DG, 1998)
- Soile Isokoski, Orchestre symphonique de la radio de Berlin sous la direction de Marek Janowski (Ondine, 2002)
- Renée Fleming, Münchner Philharmoniker sous la direction de Christian Thielemann (Decca, 2007)
- Nina Stemme, Orchestre du Royal Opera House de Covent Garden sous la direction de Antonio Pappano (EMI, 2007)
- Anne Schwanewilms, Gürzenich-Orchester Köln sous la direction Markus Stenz (Orfeo, 2012)
- Anja Harteros, Staatskapelle de Dresde sous la direction de Fabio Luisi, Erato, 2012
- Anna Netrebko, Staatskapelle de Berlin sous la direction de Daniel Barenboim, Deutsche Grammophon, 2016
- Lise Davidsen, Philharmonia Orchestra sous la direction d'Esa-Pekka Salonen, Decca, 2019.
- Rachel Willis-Sørensen, et le Gewandhausorchester Leipzig sous la direction d'Andris Nelsons, Sony classical, 2023[4].
- Asmik Grigorian, Orchestre Philharmonique de Radio-France sous la direction de Mikko Franck et accompagnement piano par Markus Hinterhäuser, Alpha Classic, 2024[5].